# عملية عزل بورسعيد
كانت عملية عزل بورسعيد عملية قصف مكثف نفذتها القوات الجوية الإسرائيلية خلال حرب الاستنزاف لمدة ثلاثة أيام على بورسعيد بهدف عزل المدينة، عبر قصف المنشآت العسكرية المختلفة فيها، جاءت العملية رداً على كمين السبت الحزين الذي قُتل فيه عدداً من الجنود الإسرائيليين.

## خلفية تاريخية
مقالة منفصلة: كمين السبت الحزين
في يوم السبت، 30 مايو 1970، عبر أفراد من رجال الصاعقة المصرية إلى الجانب الشرقي من قناة السويس ونصبوا كميناً لرتل عسكري إسرائيلي بالقرب من أحد الطرق الرئيسية المؤدية إلى بور فؤاد. وفتحت الصاعقة المصرية النار على دبابة إسرائيلية وناقلة جند مدرعة فدمرتهما. وبعدها، فتحت المدفعية المصرية وابلاً من النيران لتأخير وصول التعزيزات الإسرائيلية والسماح لقوات الصاعقة بالانسحاب إلى غرب القناة.
وفي المساء، توجهت قوة إسرائيلية لموقع الكمين الأول لكنها فوجئت بكمين آخر، قُتل فيه عدداً آخر من الجنود الإسرائيليين. وفي المجمل، قُتل 18 جندياً (35 قتيل وفقاً للإدعاء المصري) في الكمينين، وأصيب ستة بجروح، بينما أُسرّ ثلاثة. اندهشت إسرائيل من جرأة قوات الصاعقة ومن نجاح الكمائن المصرية وخططت للانتقام الشديد بشكل خاص. وقررت في اليوم التالي شن عملية كبيرة بقصف العديد من الأهداف العسكرية في القطاع الشمالي من قناة السويس ومدينة بورسعيد الساحلية بهدف عزلها عن مصر.

## العملية
بدأت العملية بعد يوم واحد من الكمين، 31 مايو، الساعة 13:15. في المرحلة الأولى، هوجمّت ودُمرّت بطاريات صواريخ الدفاع الجوي والمدافع المضادة للطائرات، التي تحمي منطقة بور سعيد، للسماح باستمرار الغارات الإسرائيلية دون عائق. وفي هذه المرحلة، قُصفّت أيضاً مواقع المدفعية ومحطات الرادار. وشاركت عشرات من طائرات الفانتوم وسكاي هوك في عملية القصف، التي كانت عماد القوات الجوية الإسرائيلية. بعد تدمير هذه الأهداف أصبح بمقدور الطيران الإسرائيلي مواصلة غاراته دون تعرضه لخطر النيران المضادة للطائرات.
بعد الظهر انتقل الطيران الإسرائيلي إلى المرحلة الثانية من العملية وهي ضرب البنية التحتية التي تؤدي من وإلى بور سعيد: الجسور، قنوات المياه العذبة والطرق. أدى هذا القصف إلى إغلاق الطرق المؤدية إلى المدينة الساحلية وغمرت مياه البحر مناطق واسعة كما قُطعت خطوط مياه الشرب إلى المنطقة. وبحلول نهاية اليوم، كانت حركة البضائع قد انقطعت بشكل شبه كامل من وإلى المدينة.
بدأت المرحلة الثالثة في 1 يونيو الساعة 7:10 صباحاً. عندما قصفت حوالي خمسين طائرة من طراز ميستير، أوراجان وسكاي هوك المخابئ والدبابات والقوات البرية الأخرى بشكل منمهج، بينما كانت طائرات الميراج ترافقها في الوقت للتصدي لأي طائرات اعتراضية مصرية من الممكن أن تواجههم.
وفي الساعة 9:30 صباحاً، إنطلقت 18 طائرة فانتوم، بعضها يحمل قنابل زنة 950 كيلوجرام التي استهدفت عدداً من الجسور الحجرية الكبيرة. وعلى الرغم من الدمار الكبير الذي سببته عمليات القصف الإسرائيلية، فإن الطائرات الإسرائيلية لم تتعرض لإطلاق النار عليها، إلا مرات معدودة (لا سيما وأن معظم الدفاعات الأرضية دُمرّت في أول موجة هجومية). سجل الطيران الإسرائيلي إصابات دقيقة ولم يخسر طائرة واحدة. ولذلك، قررت إسرائيل مواصلة العملية، وتمديدها جنوباً، لتعطيل وفك القوات المصرية الإضافية من الأرض إلى مصر.
ابتداء من بعد ظهر هذا اليوم، استهدفت الطائرات الهجومية الإسرائيلية العديد من الأهداف في وسط القناة. مثل المواقع تحت الإنشاء أو الأهداف المعزولة وبينما كُلفت الطائرات الهجومية الفرنسية الصنع والقديمة النوع بمهاجمة أهدافاً في مناطق غير محمية بوسائل الدفاع الجوي، عُينت مهام قصف الأهداف المحمية إلى طائرات الفانتوم وسكاي هوك. استمرت هذه الموجة الهجومية المكثفة، حتى حلول الظلام، بمشاركة 54 طائرة. وخلال عمليات القصف، كانت طائرات ميراج تقوم بدور الحماية ضد الطائرات الاعتراضية المصرية.كانت بعض الأهداف التي قُصفّت عبارة عن طرق وجسور لمواقع وقواعد مصرية مختلفة على جبهة قناة السويس.
في اليوم التالي، 2 يونيو، واصلت الطائرات الإسرائيلية قصف القوات البرية في وسط القناة. بدأت موجة الهجوم الأولى، بمشاركة 28 طائرة، في الساعة 8:00. وبدأت الموجة الثانية بمشاركة 24 طائرة في الساعة 10:15.
وعند الظهر، انطلقت عدة طائرات مختلفة الأنواع بما في ذلك طائرات فوتور العتيقة الطراز (ما مجموعه 40 طائرة). انطلقت هذه الطائرات واحدة تلو الأخرى في فترات قصيرة لقصف أهداف مختلفة في قطاع وسط القناة. وكان من بين أهدافها خزانات الوقود ومحطات معالجة المياه والجسور ومرافق البنية التحتية. في هذه المرحلة، اقلعت طائرات ميج-21 مصرية وعندما أصبحت على مسافة 12 ميلاً من مناطق القصف. تحولت إليها طائرات الميراج والفانتوم الإسرائيلية في مهمة اعتراضية، لكن طائرات الميج تراجعت إلى العمق المصري. وانتهت عملية القصف في الساعة 17:20 بعد استهداف جميع الأهداف المخطط لضربها. وبذلك انتهت العملية.
وفي 3 يونيو، بالتزامن مع عملية تصوير جوي بهدف فحص نتائج القصف، أجرى الطيران الإسرائيلي دوريات قوية لإثبات وجوده ومنع إعادة تأهيل المواقع المتضررة. ففي كل ساعة أو ما يقارب ذلك، كان ينطلق زوج من طائرات سكاي هوك إلى منطقة القصف. وهاجمت الطائرات بالصواريخ الأهداف التي تظهر من حين لآخر.أقلع أول زوج من هذه الطائرات في الساعة 6:45 وآخرها في الساعة 18:10. وخلال النهار، أقلعت طائرات مصرية لأول مرة منذ عملية القصف بعدد أربع أزواج باتجاه الجبهة. فتصدت لها طائرات الميراج الإسرائيلية. وخلال المعارك الجوية التي جرت في هذا اليوم، أُسقطت أربع طائرات ميج-21 (ثلاث طائرات في تقدير آخر). أسقط درور هاريش أول طائرتين، بينما أسقطّ ران باكر الطائرة الثالثة وايتمار نوير الرابعة. في الأيام التالية، واصل الطيران الإسرائيلي دورياته في المناطق المستهدفة، لضرب الأهداف التي تظهر وتعطيل إعادة تأهيل المواقع المتضررة.

## نتائج العملية
- كان القصف الجوي مكثفاً مما أدى إلى تدمير منهجي للقوات المصرية والبنية التحتية في شمال ووسط قناة السويس. حيث أسقط الطيران الإسرائيلي نحو 4000 قنبلة.
- كان أداء الدفاع الجوي المصري محدوداً، نظراً لتدمير الدفاعات الجوية في بداية الموجة الأولى للهجوم مما سمح باستمرار عملية القصف دون عائق ضد القوات البرية.
- لم تحدث أي خسائر للطيران الإسرائيلي خلال العملية، لكن في اليوم التالي من العملية أصيبت طائرة إسرائيلية بنيران الدفاع الجوي المصري وتمكن الطيار من القفز بالمظلة فوق منطقة تسيطر عليها إسرائيل.
- لم يواجه الطيران المصري الطائرات الإسرائيلية خلال فترة الثلاثة أيام للعملية إلا عند انتهائها واشتبك مع الطائرات الإسرائيلية في معارك جوية أسفرت عن سقوط أربع طائرات مصرية.
- خلال العملية كانت القوات المصرية تختبئ في ملاجئ تحت الأرض ولإزعاجهم ومنعهم من الراحة والنوم كانت الطائرات الإسرائيلية تحلق فوق مخابئهم ليلاً بأقصى سرعتها مخترقة حاجز الصوت.
- قُطعت وسائل الاتصال ببورسعيد التي كان يبلغ عدد قاطنيها في ذلك الوقت 25,000 شخص كما انقطع الاتصال بمعسكرات الجيش في شمال ووسط القناة وانقطعت المياه عن المدينة وقد بذل المصريون جهود كبيرة لتزويد المدينة بالمياه عن طريق كل القوارب المتاحة كما نقل الجنود والمشاة المياه وهم يسيروا على الأقدام عادة خلال الليل.
- وافق السوفيت العاملين في مصر على زيادة مشاركتهم للدفاع عن السماء المصرية ضد الطائرات الإسرائيلية.

## للمزيد من القراءة
- דני שלום, רוח רפאים מעל קהיר חלק ב' - חיל האוויר הישראלי במלחמת ההתשה (1967-1970), עמ' 811–828
- זאב שיף, כנפים מעל סואץ - ספורו של חיל האוויר במלחמת ההתשה, 1970, עמ' 219–221